# Campeonato Europeu de Esportes Aquáticos de 2000
O Campeonato Europeu de Esportes Aquáticos de 2000 foi a 25ª edição do evento organizado pela Liga Europeia de Natação (LEN). A competição foi realizada entre os dias 3 e 9 de julho de 2000 no Centro de Natação Mäkelänrinne, em Helsínquia na Finlândia. 

## Medalhistas

### Natação
Masculino
| Evento          | Ouro                                                                                     | Ouro     | Prata                                                                          | Prata    | Bronze                                                                                            | Bronze   |
| 50 m Livre      | Alexander Popov · Rússia                                                                 | 21.91    | Pieter van den Hoogenband · Países Baixos                                      | 22.35    | Lorenzo Vismara · Itália                                                                          | 22.38    |
| 100 m Livre     | Alexander Popov · Rússia                                                                 | 48.61    | Pieter van den Hoogenband · Países Baixos                                      | 48.77    | Lars Frölander · Suécia                                                                           | 49.24    |
| 200 m Livre     | Massimiliano Rosolino · Itália                                                           | 1:47.31  | Pieter van den Hoogenband · Países Baixos                                      | 1:47.62  | Paul Palmer · Reino Unido                                                                         | 1:49.54  |
| 400 m Livre     | Emiliano Brembilla · Itália                                                              | 3:48.56  | Dragoş Coman · Roménia                                                         | 3:48.69  | Paul Palmer · Reino Unido                                                                         | 3:50.67  |
| 1500 m Livre    | Igor Chervynskyi · Ucrânia                                                               | 15:05.31 | Emiliano Brembilla · Itália                                                    | 15:06.42 | Dragoş Coman · Roménia                                                                            | 15:10.97 |
| 50 m Costas     | Stev Theloke · Alemanha                                                                  | 25.60    | Darius Grigalionis · Lituânia                                                  | 25.61    | David Ortega · Espanha                                                                            | 26.00    |
| 100 m Costas    | David Ortega · Espanha                                                                   | 55.50    | Volodymyr Nikolaychuk · Ucrânia                                                | 55.64    | Derya Büyükunçu · Turquia                                                                         | 55.84    |
| 200 m Costas    | Gordan Kožulj · Croácia                                                                  | 1:58.62  | Emanuele Merisi · Itália                                                       | 2:00.02  | Yoav Gath · Israel                                                                                | 2:00.32  |
| 50 m Peito      | Mark Warnecke · Alemanha                                                                 | 27.75    | Oleg Lisogor · Ucrânia                                                         | 27.81    | Remo Lütolf · Suíça                                                                               | 27.91    |
| 100 m Peito     | Domenico Fioravanti · Itália                                                             | 1:02.02  | Jarno Pihlava · Finlândia                                                      | 1:02.07  | Dmitry Komornikov · Rússia                                                                        | 1:02.11  |
| 200 m Peito     | Dmitry Komornikov · Rússia                                                               | 2:13.09  | Domenico Fioravanti · Itália                                                   | 2:14.87  | Maxim Podoprigora · Áustria                                                                       | 2:15.07  |
| 50 m Borboleta  | Jere Hård · Finlândia                                                                    | 23.88    | Lars Frölander · Suécia                                                        | 23.96    | Mark Foster · Reino Unido                                                                         | 24.02    |
| 100 m Borboleta | Lars Frölander · Suécia                                                                  | 52.23    | Thomas Rupprath · Alemanha                                                     | 53.38    | James Hickman · Reino Unido                                                                       | 53.44    |
| 200 m Borboleta | Anatoly Polyakov · Rússia                                                                | 1:56.76  | James Hickman · Reino Unido                                                    | 1:58.44  | Ioan Gherghel · Roménia                                                                           | 1:58.54  |
| 200 m Medley    | Massimiliano Rosolino · Itália                                                           | 2:00.62  | Christian Keller · Alemanha                                                    | 2:02.02  | Xavier Marchand · França                                                                          | 2:02.06  |
| 400 m Medley    | István Batházi · Hungria                                                                 | 4:18.51  | Cezar Bădiţă · Roménia                                                         | 4:19.42  | Johann Le Bihan · França                                                                          | 4:20.50  |
| 4x100 m Livre   | Rússia · Denis Pimankov · Dmitriy Chernychev · Andrey Kapralov · Alexander Popov         | 3:18.75  | Alemanha · Stefan Herbst · Lars Conrad · Christian Tröger · Stephan Kunzelmann | 3:19.16  | França · Romain Barnier · Nicolas Kintz · Hugo Viart · Frédérick Bousquet                         | 3:20.37  |
| 4x200 m Livre   | Itália · Massimiliano Rosolino · Matteo Pelliciari · Simone Cercato · Emiliano Brembilla | 7:16.52  | Alemanha · Michael Kiedel · Christian Keller · Stefan Herbst · Stefan Pohl     | 7:18.96  | Países Baixos · Martijn Zuijdweg · Marcel Wouda · Mark van der Zijden · Pieter van den Hoogenband | 7:19.91  |
| 4x100 m Medley  | Rússia · Vladislav Aminov · Dmitry Komornikov · Dmitriy Chernyshev · Alexander Popov     | 3:39.29  | Suécia · Mattias Ohlin · Martin Gustavsson · Lars Frölander · Stefan Nystrand  | 3:40.43  | Ucrânia · Volodymyr Nikolaychuk · Oleg Lisogor · Andriy Serdinov · Pavel Khnykin                  | 3:40.91  |

Feminino
| Evento          | Ouro                                                                                  | Ouro    | Prata                                                                          | Prata   | Bronze                                                                        | Bronze  |
| 50 m Livre      | Therese Alshammar · Suécia                                                            | 24.44   | Wilma van Hofwegen · Países Baixos                                             | 25.46   | Olga Mukomol · Ucrânia                                                        | 25.54   |
| 100 m Livre     | Therese Alshammar · Suécia                                                            | 54.41   | Martina Moravcová · Eslováquia                                                 | 54.45   | Mette Jacobsen · Dinamarca                                                    | 55.31   |
| 200 m Livre     | Natalya Baranovskaya · Bielorrússia                                                   | 1:59.51 | Martina Moravcová · Eslováquia                                                 | 2:00.08 | Camelia Potec · Roménia                                                       | 2:00.32 |
| 400 m Livre     | Yana Klochkova · Ucrânia                                                              | 4:09.41 | Natalya Baranovskaya · Bielorrússia                                            | 4:11.37 | Camelia Potec · Roménia                                                       | 4:11.76 |
| 800 m Livre     | Flavia Rigamonti · Suíça                                                              | 8:29.16 | Chantal Strasser · Suíça                                                       | 8:31.36 | Kirsten Vlieghuis · Países Baixos                                             | 8:37.94 |
| 50 m Costas     | Nina Zhivanevskaya · Espanha                                                          | 28.76   | Diana Mocanu · Roménia                                                         | 28.85   | Ilona Hlaváčková · Chéquia                                                    | 29.19   |
| 100 m Costas    | Nina Zhivanevskaya · Espanha                                                          | 1:01.02 | Diana Mocanu · Roménia                                                         | 1:01.54 | Louise Ørnstedt · Países Baixos                                               | 1:01.88 |
| 200 m Costas    | Nina Zhivanevskaya · Espanha                                                          | 2:09.53 | Diana Mocanu · Roménia                                                         | 2:11.62 | Antje Buschschulte · Alemanha                                                 | 2:12.04 |
| 50 m Peito      | Ágnes Kovács · Hungria                                                                | 31.68   | Zoë Baker · Reino Unido                                                        | 32.00   | Sylvia Gerasch · Alemanha                                                     | 32.02   |
| 100 m Peito     | Ágnes Kovács · Hungria                                                                | 1:08.38 | Sylvia Gerasch · Alemanha                                                      | 1:09.28 | Svitlana Bondarenko · Ucrânia                                                 | 1:09.81 |
| 200 m Peito     | Beatrice Câșlaru · Roménia                                                            | 2:26.76 | Ágnes Kovács · Hungria                                                         | 2:26.85 | Karine Bremond · França                                                       | 2:28.20 |
| 50 m Borboleta  | Anna-Karin Kammerling · Suécia                                                        | 26.40   | Karen Egdal · Dinamarca                                                        | 26.97   | Martina Moravcová · Eslováquia                                                | 26.98   |
| 100 m Borboleta | Martina Moravcová · Eslováquia                                                        | 58.72   | Otylia Jędrzejczak · Polónia                                                   | 58.97   | Johanna Sjöberg · Suécia                                                      | 59.29   |
| 200 m Borboleta | Otylia Jędrzejczak · Polónia                                                          | 2:08.63 | Mette Jacobsen · Dinamarca                                                     | 2:08.77 | Mireia García · Espanha                                                       | 2:10.44 |
| 200 m Medley    | Beatrice Câșlaru · RoméniaYana Klochkova · Ucrânia                                    | 2:12.57 |                                                                                |         | Sue Rolph · Reino Unido                                                       | 2:15.82 |
| 400 m Medley    | Yana Klochkova · Ucrânia                                                              | 4:39.78 | Beatrice Câșlaru · Roménia                                                     | 4:41.64 | Yseult Gervy · Bélgica                                                        | 4:46.15 |
| 4x100 m Livre   | Suécia · Louise Jöhncke · Johanna Sjöberg · Anna-Karin Kammerling · Therese Alshammar | 3:42.38 | Itália · Luisa Striani · Sara Parise · Cecilia Vianini · Cristina Chiuso       | 3:45.31 | Bélgica · Nina van Koeckhoven · Liesbet Dreesen · Sofie Goffin · Tine Bossuyt | 3:46.42 |
| 4x200 m Livre   | Roménia · Camelia Potec · Simona Păduraru · Ioana Diaconescu · Beatrice Câșlaru       | 8:03.17 | Itália · Luisa Striani · Cecilia Vianini · Sara Parise · Sara Goffi            | 8:08.14 | França · Solenne Figuès · Laetitia Choux · Katarine Quelennec · Alicia Bozon  | 8:08.30 |
| 4x100 m Medley  | Suécia · Therese Alshammar · Emma Igelström · Johanna Sjöberg · Louise Jöhncke        | 4:06.00 | Bélgica · Sofie Wolfs · Brigitte Becue · Fabienne Dufour · Nina van Koeckhoven | 4:09.52 | Roménia · Raluca Udroiu · Beatrice Câșlaru · Diana Mocanu · Camelia Potec     | 4:10.05 |

### Maratona aquática
Masculino
| Evento | Ouro                    | Ouro      | Prata                    | Prata     | Bronze               | Bronze    |
| 5 km   | Luca Baldini · Itália   | 55:13.1   | Fabio Venturini · Itália | 55:16.4   | David Meca · Espanha | 55:35.3   |
| 25 km  | Stéphane Lecat · França | 5:05:22.5 | David Meca · Espanha     | 5:05:28.9 | Fabio Fusi · Itália  | 5:06:25.5 |

Feminino
| Evento | Ouro                    | Ouro      | Prata                          | Prata     | Bronze                    | Bronze    |
| 5 km   | Peggy Büchse · Alemanha | 1:00:26.6 | Britta Kamrau · Alemanha       | 1:00:40.9 | Jana Pechanová · Chéquia  | 1:00:41.6 |
| 25 km  | Peggy Büchse · Alemanha | 5:22:11.1 | Edith van Dijk · Países Baixos | 5:24:47.0 | Valeria Casprini · Itália | 5:24:52.7 |

### Nado sincronizado
Feminino
| Evento | Ouro                                        | Ouro   | Prata                                    | Prata  | Bronze                                  | Bronze |
| Solo   | Olga Brusnikina · Rússia                    | 99.200 | Virginie Dedieu · França                 | 98.080 | Gemma Mengual · Espanha                 | 96.240 |
| Dueto  | Rússia · Olga Brusnikina · Mariya Kiselyova | 99.360 | França · Virginie Dedieu · Myriam Lignot | 97.160 | Espanha · Gemma Mengual · Paola Tirados | 96.080 |
| Equipe | Rússia                                      | 99.520 | Itália                                   | 97.480 | França                                  | 97.000 |

### Saltos Ornamentais
Masculino
| Evento                       | Ouro                                          | Ouro   | Prata                                         | Prata  | Bronze                                      | Bronze |
| Trampolim 1 m                | Alexander Mesch · Alemanha                    | 370.53 | Dmitri Baibakov · Rússia                      | 363.00 | Joona Puhakka · Finlândia                   | 347.16 |
| Trampolim 3 m                | Dmitri Sautin · Rússia                        | 681.48 | Stefan Ahrens · Alemanha                      | 641.94 | Alexander Dobroskok · Rússia                | 634.59 |
| Plataforma 10 m              | Dmitri Sautin · Rússia                        | 710.07 | Heiko Meyer · Alemanha                        | 635.97 | Igor Lukashin · Rússia                      | 634.98 |
| Trampolim 3 m sincronizado   | Alemanha · Tobias Schellenberg · Andreas Wels | 331.98 | Rússia · Alexander Dobroskok · Dmitri Sautin  | 328.56 | Espanha · Rafael Álvarez · José Miguel Gil  | 293.46 |
| Plataforma 10 m sincronizado | Rússia · Igor Lukashin · Dmitri Sautin        |        | Ucrânia · Aleksandr Skripnik · Roman Volodkov |        | Reino Unido · Leon Taylor · Pete Waterfield |        |

Feminino
| Evento                       | Ouro                                    | Ouro   | Prata                                      | Prata  | Bronze                                                 | Bronze |
| Trampolim 1 m                | Vera Ilyina · Rússia                    | 275.28 | Heike Fischer · Alemanha                   | 256.83 | Natalya Umyskova · Rússia                              | 252.00 |
| Trampolim 3 m                | Yuliya Pakhalina · Rússia               | 578.37 | Dörte Lindner · Alemanha                   | 528.72 | Anna Lindberg · Suécia                                 | 523.77 |
| Plataforma 10 m              | Svetlana Timoshinina · Rússia           | 482.34 | Ute Wetzig · Alemanha                      | 476.73 | Olena Zhupina · Ucrânia                                | 475.86 |
| Trampolim 3 m sincronizado   | Rússia · Vera Ilyina · Yuliya Pakhalina | 303.12 | Alemanha · Dörte Lindner · Conny Schmalfuß | 272.52 | Ucrânia · Ganna Sorokina · Olena Zhupina               | 263.88 |
| Plataforma 10 m sincronizado | Alemanha · Anke Piper · Ute Wetzig      | 268.05 | Rússia · Olga Leonova · Olena Zhupina      | 265.20 | Ucrânia · Yevgeniya Olshevskaya · Svetlana Timoshinina | 246.54 |

## Quadro de medalhas
| Ordem | País          | Medalha de ouro | Medalha de prata | Medalha de bronze | Total |
| ----- | ------------- | --------------- | ---------------- | ----------------- | ----- |
| 1     | Rússia        | 16              | 3                | 4                 | 23    |
| 2     | Alemanha      | 7               | 12               | 2                 | 21    |
| 3     | Itália        | 6               | 7                | 3                 | 16    |
| 4     | Suécia        | 6               | 2                | 3                 | 11    |
| 5     | Ucrânia       | 4               | 3                | 6                 | 13    |
| 6     | Espanha       | 4               | 1                | 6                 | 11    |
| 7     | Roménia       | 3               | 6                | 5                 | 14    |
| 8     | Hungria       | 3               | 1                | 0                 | 4     |
| 9     | França        | 1               | 2                | 6                 | 9     |
| 10    | Eslováquia    | 1               | 2                | 1                 | 4     |
| 11    | Finlândia     | 1               | 1                | 1                 | 3     |
| 11    | Suíça         | 1               | 1                | 1                 | 3     |
| 13    | Bielorrússia  | 1               | 1                | 0                 | 2     |
| 13    | Polónia       | 1               | 1                | 0                 | 2     |
| 15    | Croácia       | 1               | 0                | 0                 | 1     |
| 16    | Países Baixos | 0               | 5                | 2                 | 7     |
| 17    | Reino Unido   | 0               | 2                | 6                 | 8     |
| 18    | Dinamarca     | 0               | 2                | 2                 | 4     |
| 19    | Bélgica       | 0               | 1                | 2                 | 3     |
| 20    | Lituânia      | 0               | 1                | 0                 | 1     |
| 21    | Chéquia       | 0               | 0                | 2                 | 2     |
| 22    | Áustria       | 0               | 0                | 1                 | 1     |
| 22    | Israel        | 0               | 0                | 1                 | 1     |
| 22    | Turquia       | 0               | 0                | 1                 | 1     |
| Total | Total         | 56              | 54               | 55                | 165   |